# Skwer Antoniego Suchanka
Skwer Antoniego Suchanka, česky lze přeložit jako sad nebo park či náměstí Antoni Suchanka, se nachází u Mola v Orłowě ve čtvrti Orłowo města Gdyně v Pomořském vojvodství na pobřeží Gdaňského zálivu Baltského moře v severním Polsku. Společně s molem a blízkým útesem Klif Orłowski jsou turisticky atraktivními cíli polské riviéry. Je celoročně volně přístupný.

## Další informace
Ústředním motivem Skweru Antoni Suchanka je populární bronzová lavička s bronzovou sochou na které je znázorněn místní polský patriot a malíř Antoni Suchanek (1901 až 1982), malující výhled na Baltské moře. Lavičku vytvořil polský sochař Zdzisław Koseda. K místu vede také několik turistických stezek a cyklostezek.

## Galerie

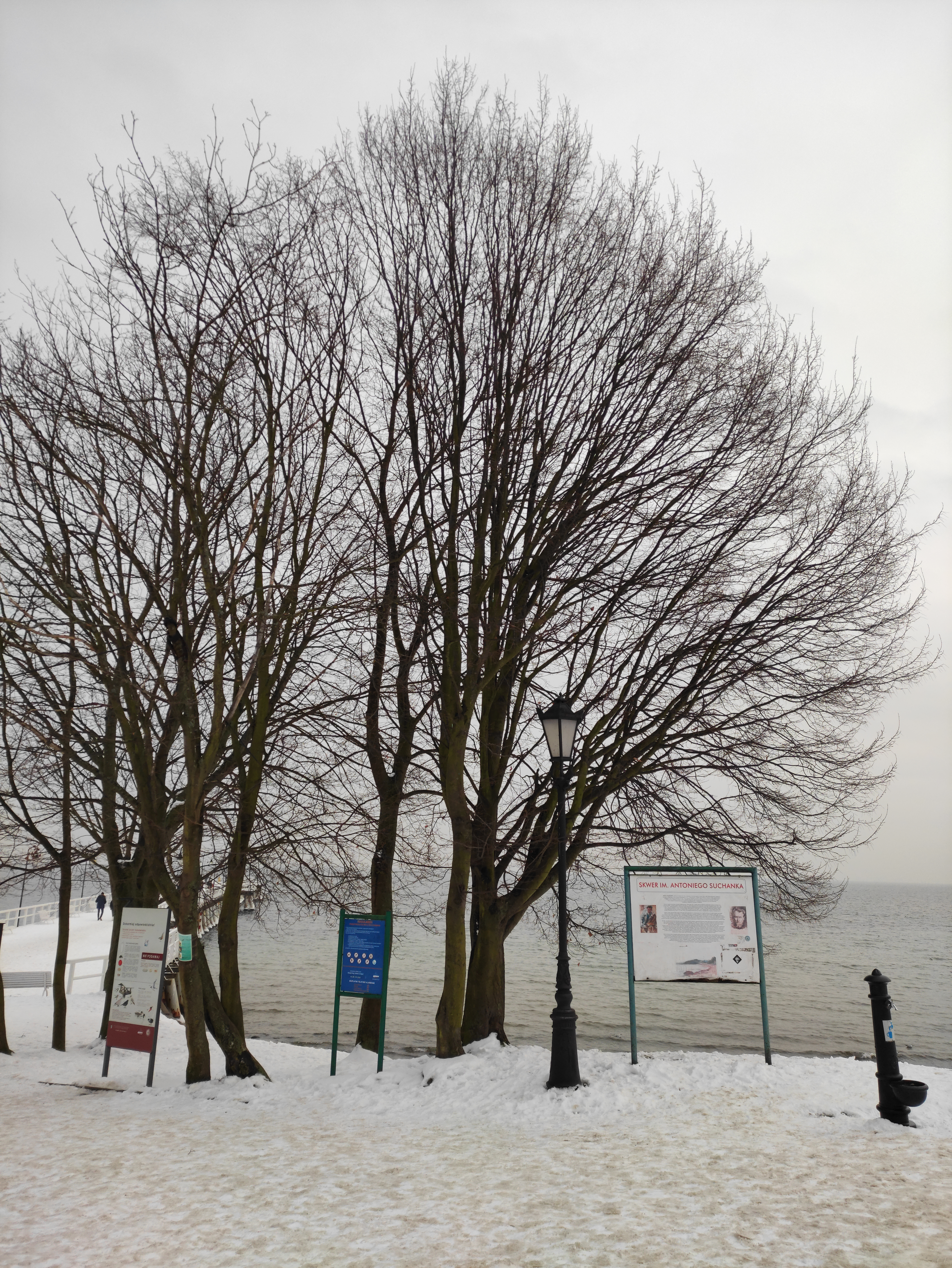
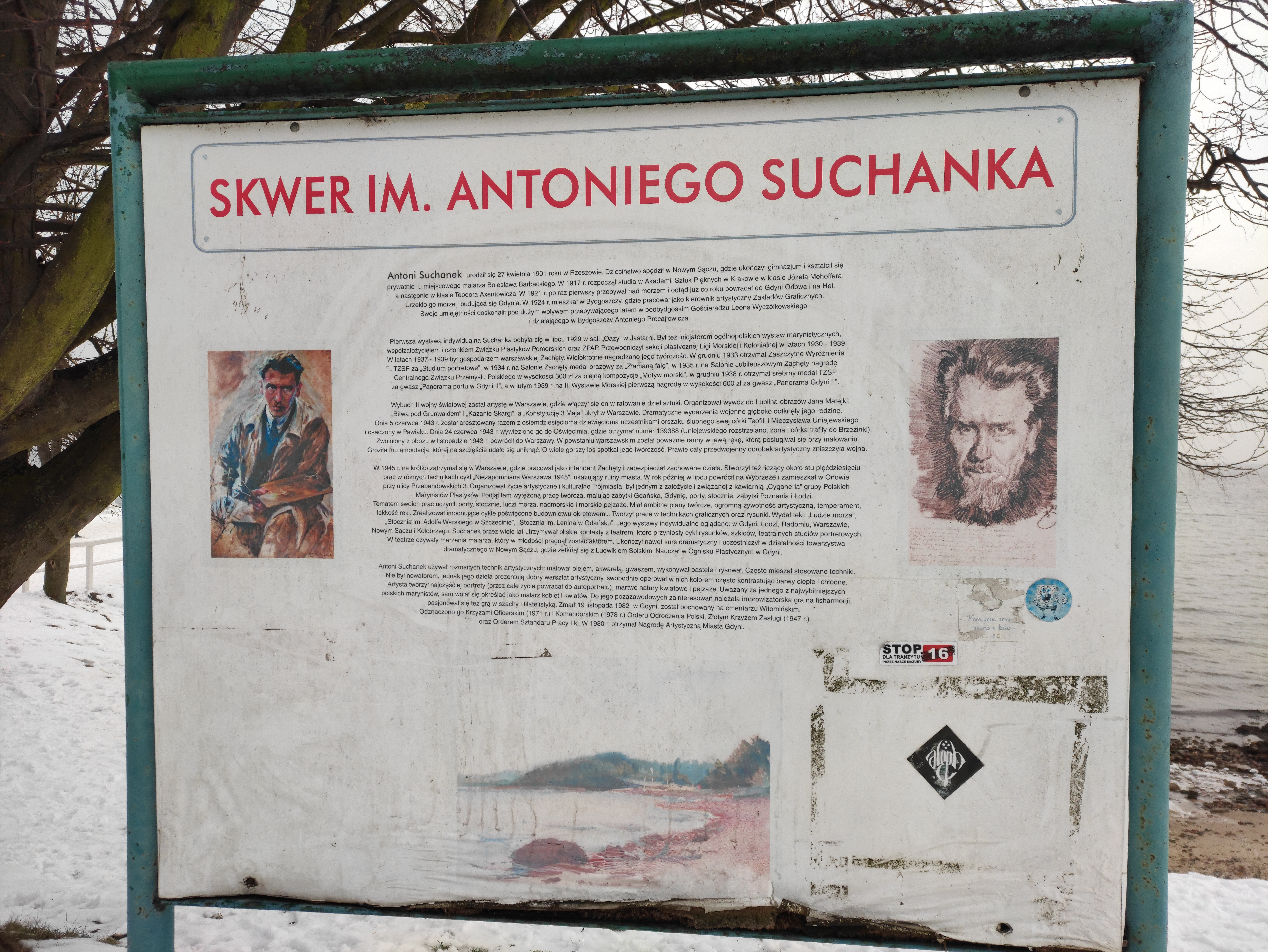